# Vojnici (gmina Babušnica)
Vojnici (cyr. Војници) – wieś w Serbii, w okręgu pirockim, w gminie Babušnica. W 2011 roku liczyła 96 mieszkańców.